# 帕什科沃农村居民点
帕什科沃农村居民点（俄语：Пашковское сельское поселение）是俄罗斯联邦犹太自治州奥布卢奇耶区所属的一个农村居民点。其下辖有4个居民点，行政中心为帕什科沃。据2016年统计，该农村居民点的人口为1260人。